# Lactarius scrobiculatus
Lactarius scrobiculatus (Giovanni Antonio Scopoli, 1772 ex Elias Magnus Fries, 1838) este o specie de ciuperci otrăvitoare din încrengătura Basidiomycota în familia Russulaceae și de genul Lactarius. O denumire populară nu este cunoscută. Acest burete frecvent coabitează, fiind un simbiont micoriza (formează micorize pe rădăcinile arborilor). În România, Basarabia și Bucovina de Nord trăiește uneori izolat, dar preponderent în grupuri maimari sau mai mici în păduri de conifere sub brazi și molizi, chiar și în plantații de rășinoase. Se dezvoltă pe terenuri sărace în azot umede, proaspete, calcaroase, bogate în nutrienți, dar, de asemenea, pe cele nisipoase sau argiloase peste rocă de calcar. Apare din iulie până în noiembrie, preferat de la deal la munte și numai foarte rar în câmpie.

## Taxonomie

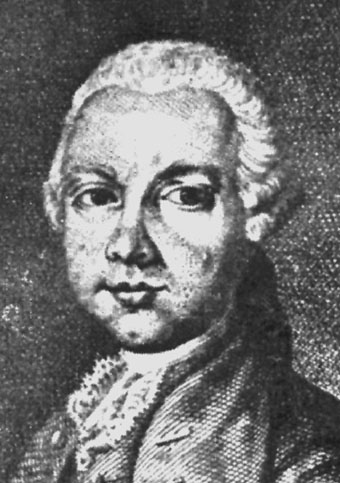
G. A. Scopoli

Nume binomial a fost determinat drept Agaricus scrobiculatus de naturalistul italian Giovanni Antonio Scopoli în volumul 2 al operei sale Flora carniolica exhibens plantas Carnioliae indigenas deja în 1772.
Apoi, în 1815, renumitul savant suedez Elias Magnus Fries a redenumit specia mai întâi în Agaricus intermedius, dar s-a corectat mai târziu, transferând specia corect sub păstrarea epitetului la genul Lactarius, de verificat în cartea sa Epicrisis systematis mycologici, seu synopsis hymenomycetum din 1838. Este numele curent valabil (2020).
Încercările de redenumire ale micologilor germani Paul Kummer (Galorrheus scrobiculatus, 1871) și Otto Kuntze (Lactifluus scrobiculatus, 1891) sunt acceptate sinonim, dar, nefiind folosite, sunt neglijabile.
Numele generic este derivat din cuvântul latin (latină lacteus=lăptos, plin de lapte), iar epitetul din cuvântul aceleiași limbi, anume (latină scrobis=gaură, groapă, scobitură), datorită aspectului exterior al piciorului.

## Descriere

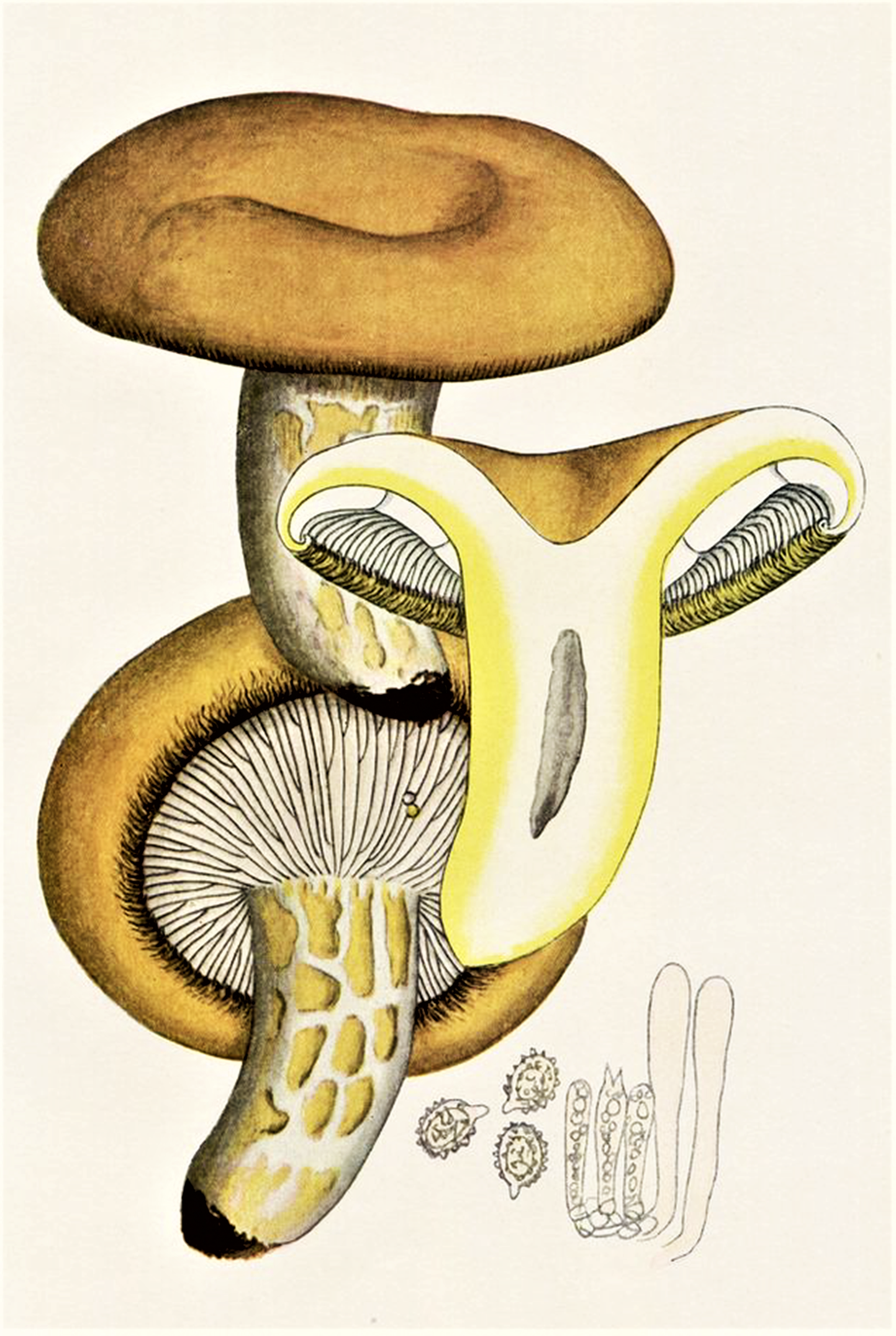
Bres.: Lactarius scrobiculatus

- Pălăria: cu un diametru de 6–20 (25)cm foarte largă și cărnoasă, este, la început, convexă, iar, la maturitate, din ce în ce mai plată și adâncită, la bătrânețe în formă de pâlnie. Marginea, pentru mult timp răsfrântă spre picior și acoperită de solzi ocru-roșiatici, se îndreaptă complet o dată cu trecerea timpului. Suprafața, în centru netedă sau fin solzoasă, devine spre margine tot mai mult pufoasă și lățoasă, îndeosebi la exemplare tinere. Prezintă dungi vagi concentrice de culoarea cojii de alună în nuanță deschisă. Cuticula este uscată până slab lipicioasă, dar la umezeală unsuroasă, chiar vâscoasă. Coloritul variază între albicios (la început), galben de paie, crem-gălbui precum galben ca mierea sau palid maroniu (la sfârșit). La apăsare se decolorează brun-gălbui.
- Lamelele: destul de subțiri și înghesuite, inegale și uneori bifurcate, sunt nu prea înalte, fiind inițial mai degrabă aderate larg la picior, întinzându-se cu avansarea în vârstă, devenind astfel decurente în lungul lui. Coloritul este inițial albicios, apoi poate fi palid gălbui sau crem, la bătrânețe pătat brun pe muchiile netede.
- Piciorul: cu o înălțime de 4-8 (10)cm și o lățime de 1,5-3 (3,5)cm, mereu mai scurt ca diametrul pălăriei, este cilindric bont, robust și plin pe dinăuntru în tinerețe, devenind cu timpul însă friabil și gol în interior, fiind ceva subțiat spre bază și acolo acoperit cu un fetru gros alb. Pe suprafața netedă, lipicioasă, inițial alburie și brumată, apoi crem-gălbuie care capătă la bătrânețe un aspect gri-brun, se află mai multe sau mai puține gropițe ca scobite, neregulat împrăștiate și brun-gălbuie. Nu prezintă un inel.
- Carnea: slab gălbuie este foarte compactă și fragilă, mirosul fiind slab fructuos, amărui ca lămâia, dar gustul foarte iute, amar și zgâriind în gât.
- Laptele: abundent și lăptos, inițial alb, se colorează la contactul cu aerul în galben-sulf, fiind foarte iute și amar.[3][4][5]
- Caracteristici microscopice: are spori aproape rotunzi până ovoidali, apiculați și hialini (translucizi), cu o mărime de 9-10 (12) x 7-8 (9) microni, fiind în placa hilară neamiloizi (nu se decolorează cu reactivi de iod). Suprafața este presărată de negi mici crestat-reticulați de 0,7–1µm. Coloritul pulberii lor este ocru deschis. Basidiile clavate cu 2-4 sterigme fiecare măsoară 40-45 x 8-12 microni. Cistidele (celule de obicei izbitoare și sterile care pot apărea între basidii și himen, stratul fructifer) de 65-120 x 6-12 microni sunt fusiforme în formă de lanțetă cu vârfuri gălbuie și rare. Muchiile sunt în mare măsură sterile, de asemenea lipsesc cheilocistidele (elemente sterile situate pe muchia lamelor). În schimb poartă multe paracistide (cistide numai puțin diferențiate de pe muchiile lamelor) neregulat cilindrice până cuneiforme sau îndoite de 16-52 x 6-10 microni. Cuticula cu o grosime de 250µm constă din hife paralele de 2,5-7µm din care unele pot urca cu capetele lor peste asociația hifelor, fiind integrate într-o masă gelatinoasă. Lactifere apar doar în straturi mai adânci.[13][14]
- Reacții chimice: carnea se colorează cu acid sulfuric cu timpul verde-măsliniu (dar cuticula galben), cu fenol mai întâi încet galben-portocaliu, apoi pătat negru-violet, cu guaiacol după 10 minute carmin-liliaceu, cu lactofenol (o soluție din fenol, acid lactic și glicerol) brun-violet, cu sulfovanilină albastru și cu tinctură de Guaiacum încet gri-verzui. Cuticula și carnea se decolorează cu Hidroxid de potasiu imediat auriu până galben-portocaliu, pălind după vreo 10 minute.[15][16]

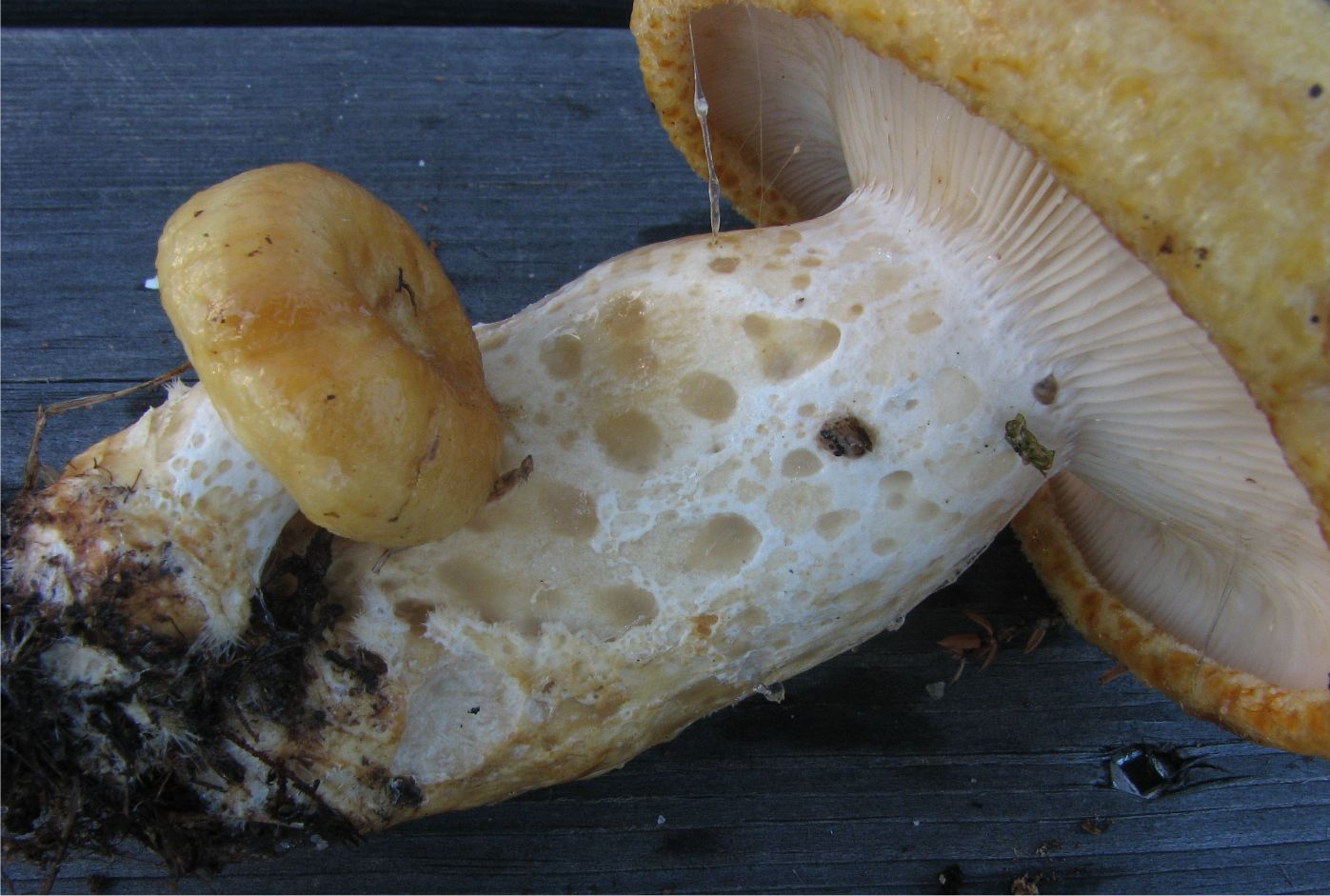
L. scrobiculatus mai tineri, lamele și picior
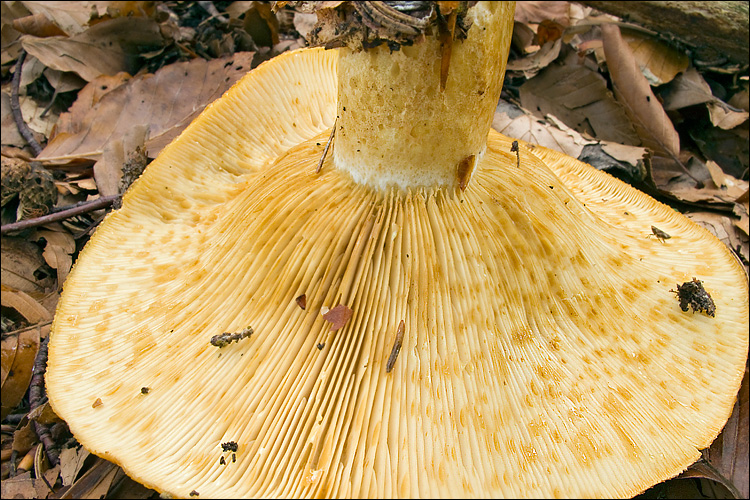
L. scrobiculatus mai bătrân, lamele și picior
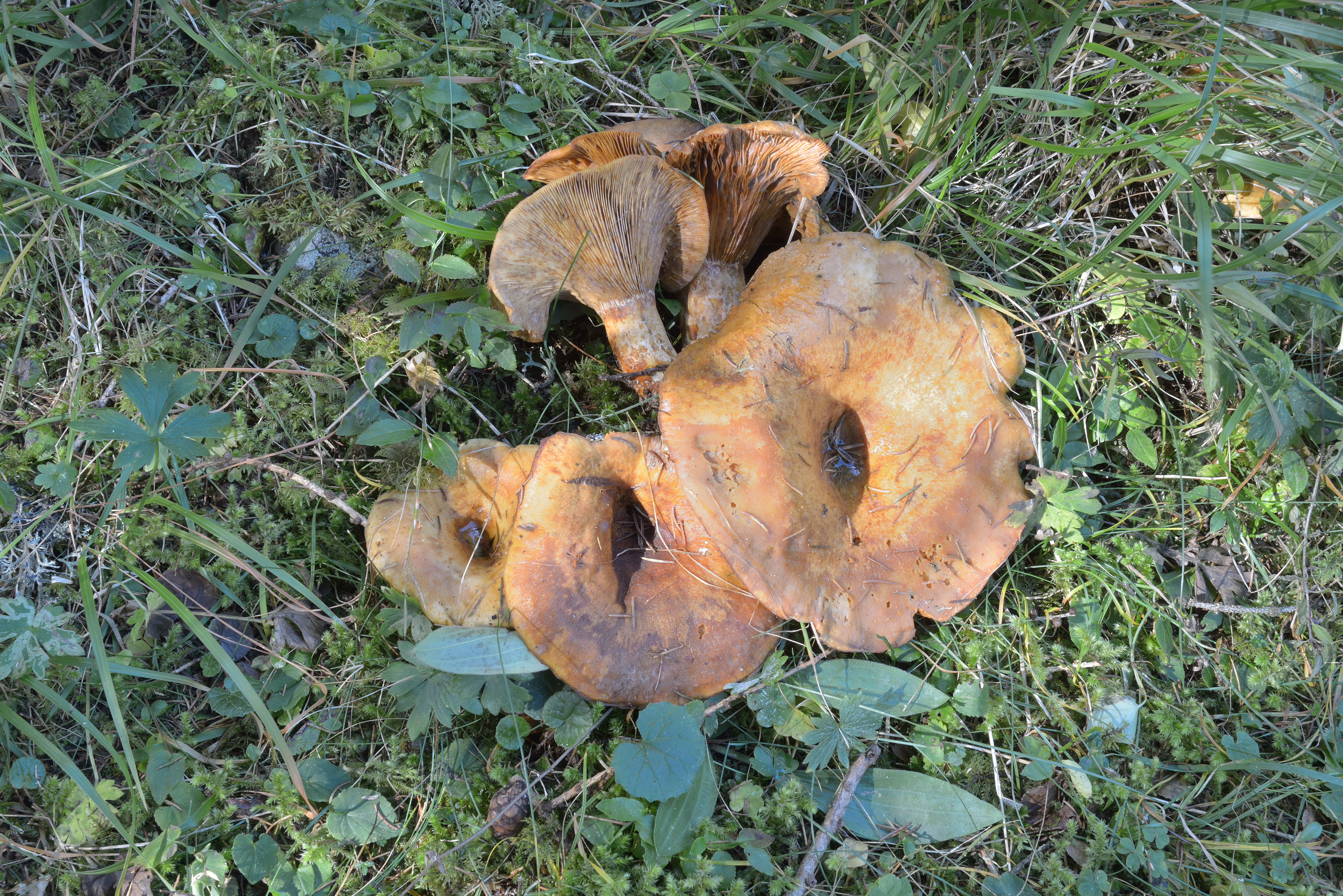
L. scrobiculatus bătrâni
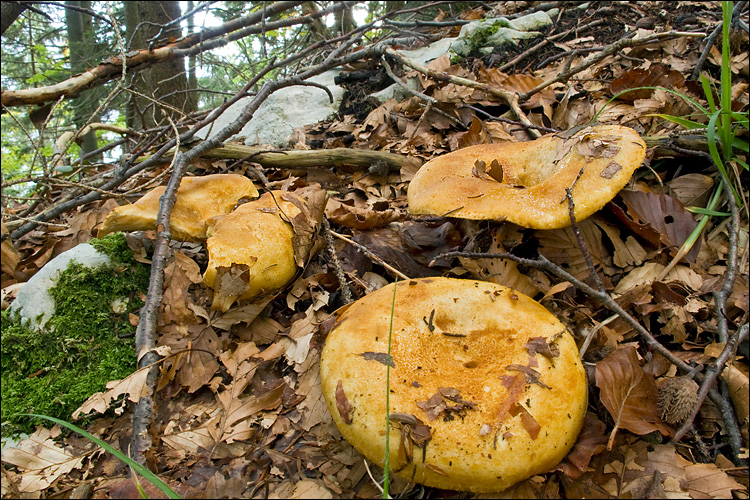
L. scrobiculatus, grup de ciuperci mai în vârstă

## Confuzii
Acest râșcov poate fi confundat cu specii ale aceluiași gen cu lapte alb și/sau gălbui, în majoritate iuți și/sau amari, ca de exemplu: Lactarius blennius (necomestibil), Lactarius circellatus (necomestibil), Lactarius chrysorrheus (necomestibil), Lactarius citriolens (necomestibil), Lactarius decipiens (necomestibil), Lactarius mairei (ușor otrăvitor), Lactarius intermedius (necomestibil), Lactarius leonis (necomestibil), + imagini, Lactarius pallidus (necomestibil), Lactarius porninsis (comestibil), Lactarius pubescens (otrăvitor), Lactarius pyrogalus (necomestibil), Lactarius repraesentaneus (necomestibil), Lactarius resimus (necomestibil), Lactarius torminosus (otrăvitor), Lactarius trivialis (necomestibil), Lactarius tuomikoskii (necomestibil), Lactarius turpis (posibil letal), Lactarius vietus (necomestibil) și Lactarius zonarius (necomestibil).

## Specii asemănătoare în imagini

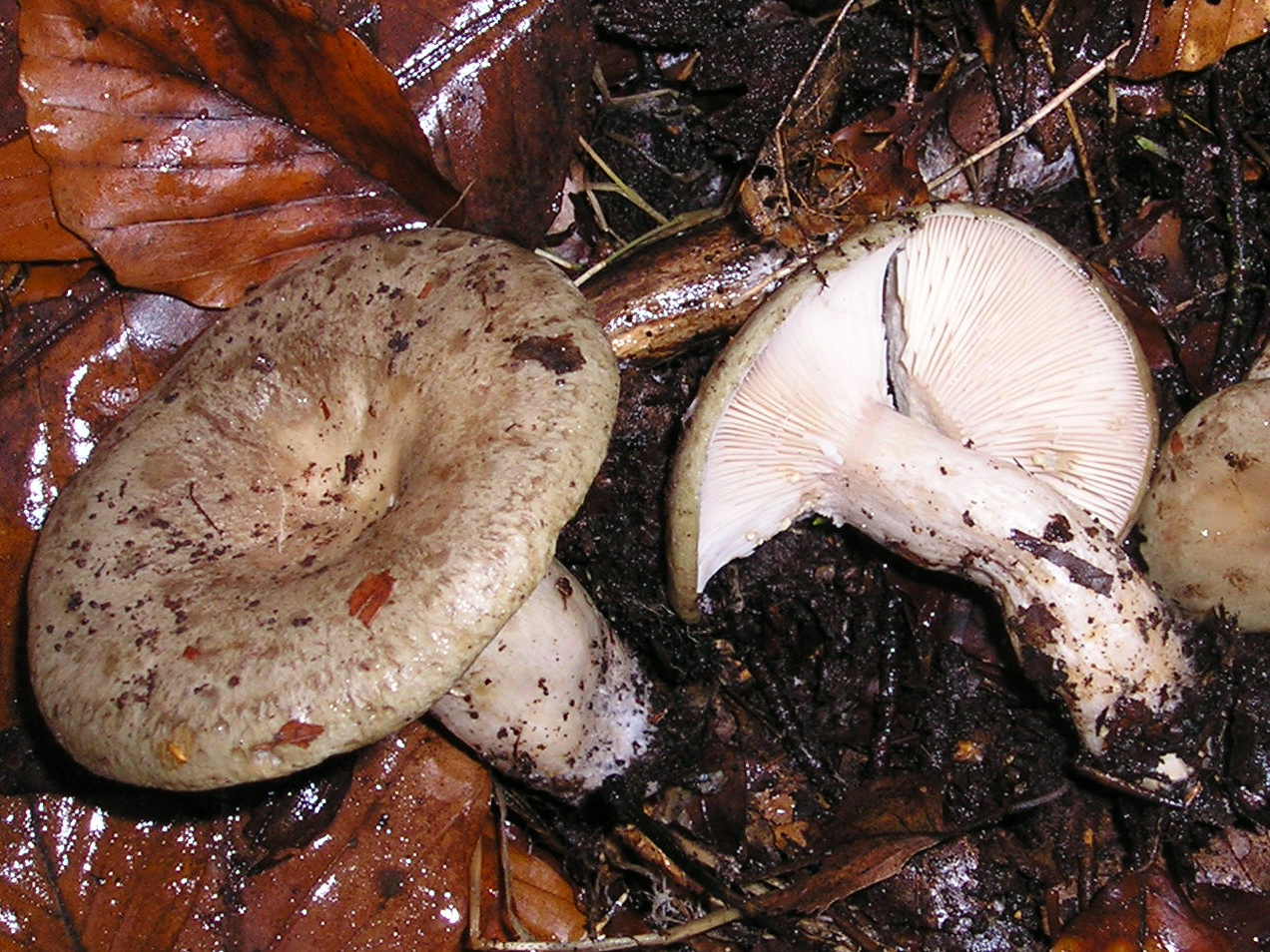
!Lactarius blennius!
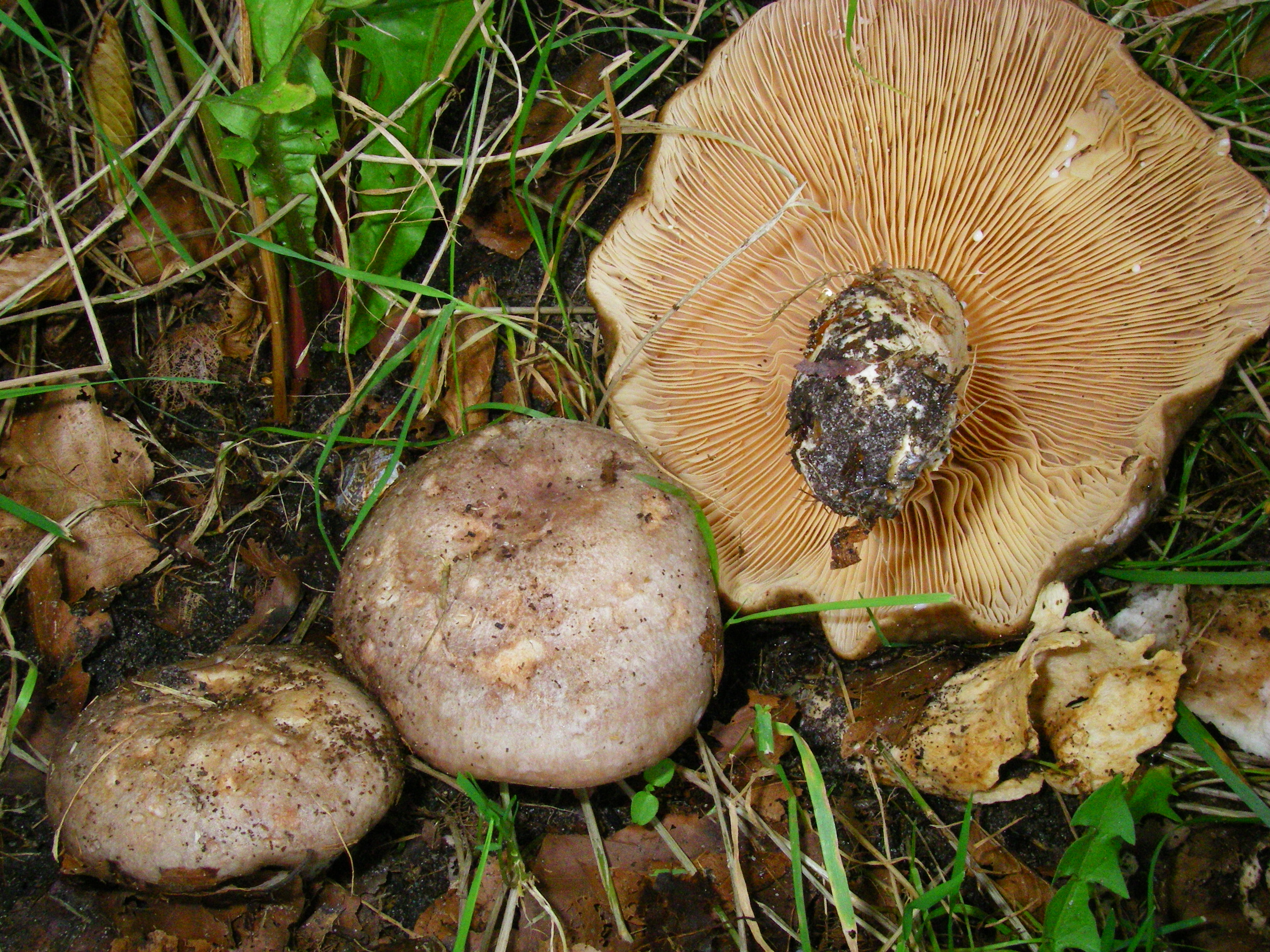
!Lactarius circellatus!
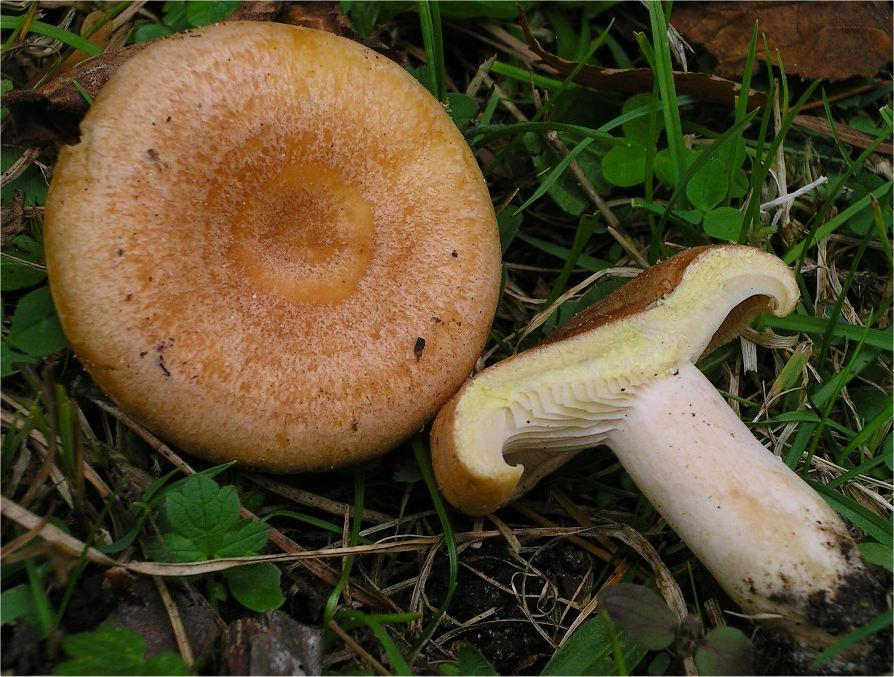
!Lactarius chrysorrheus!
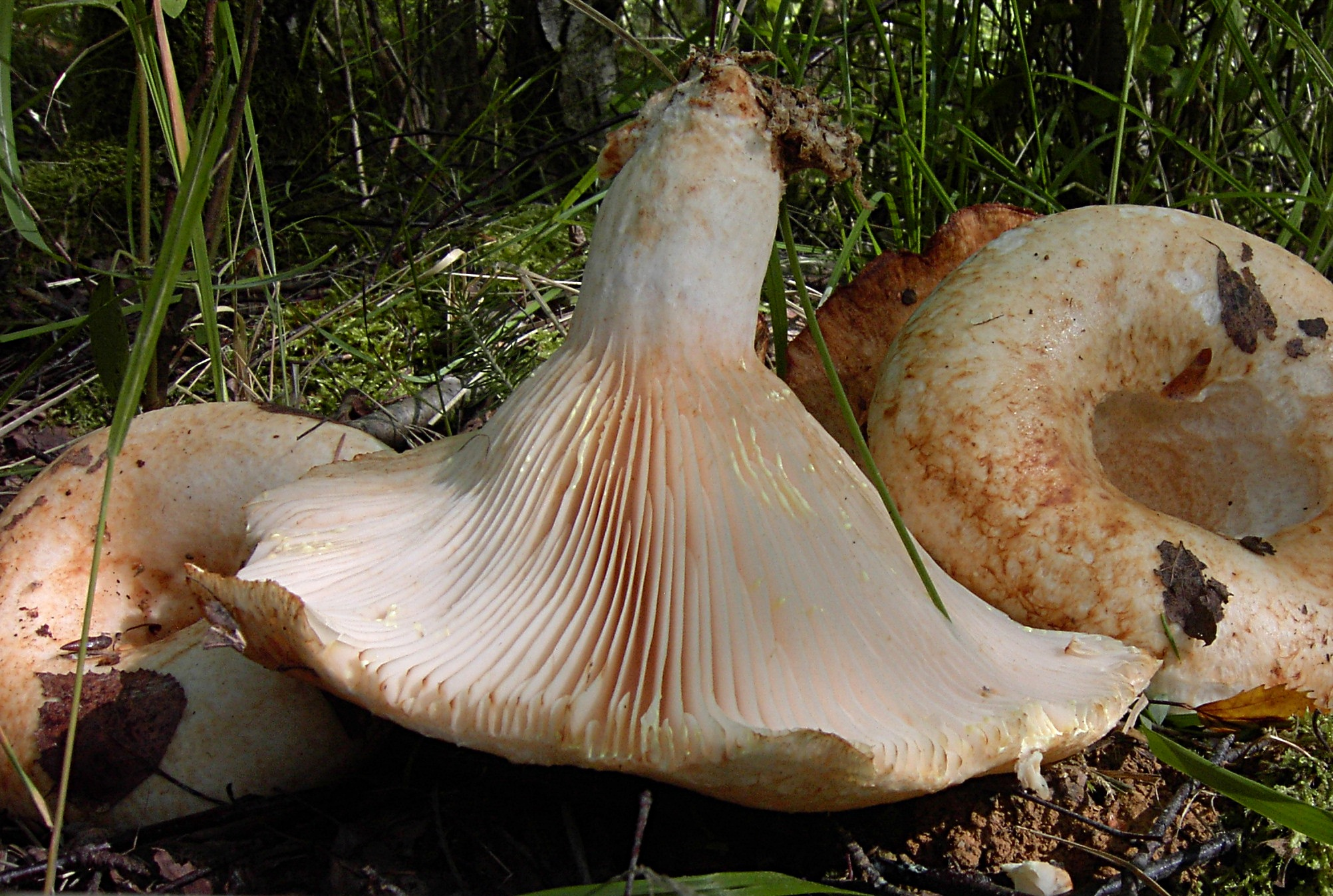
!Lactarius citriolens!
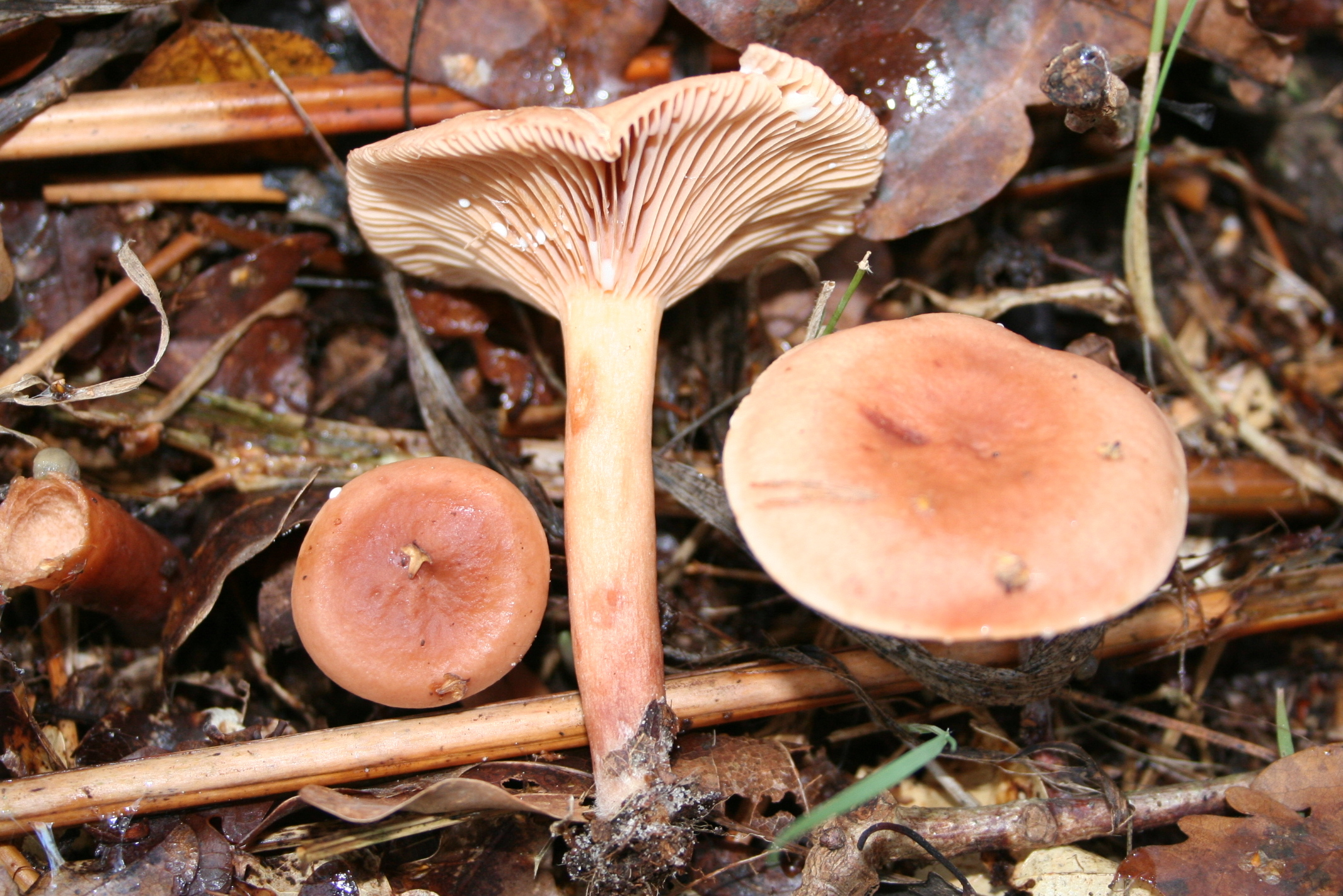
! Lactarius decipiens!
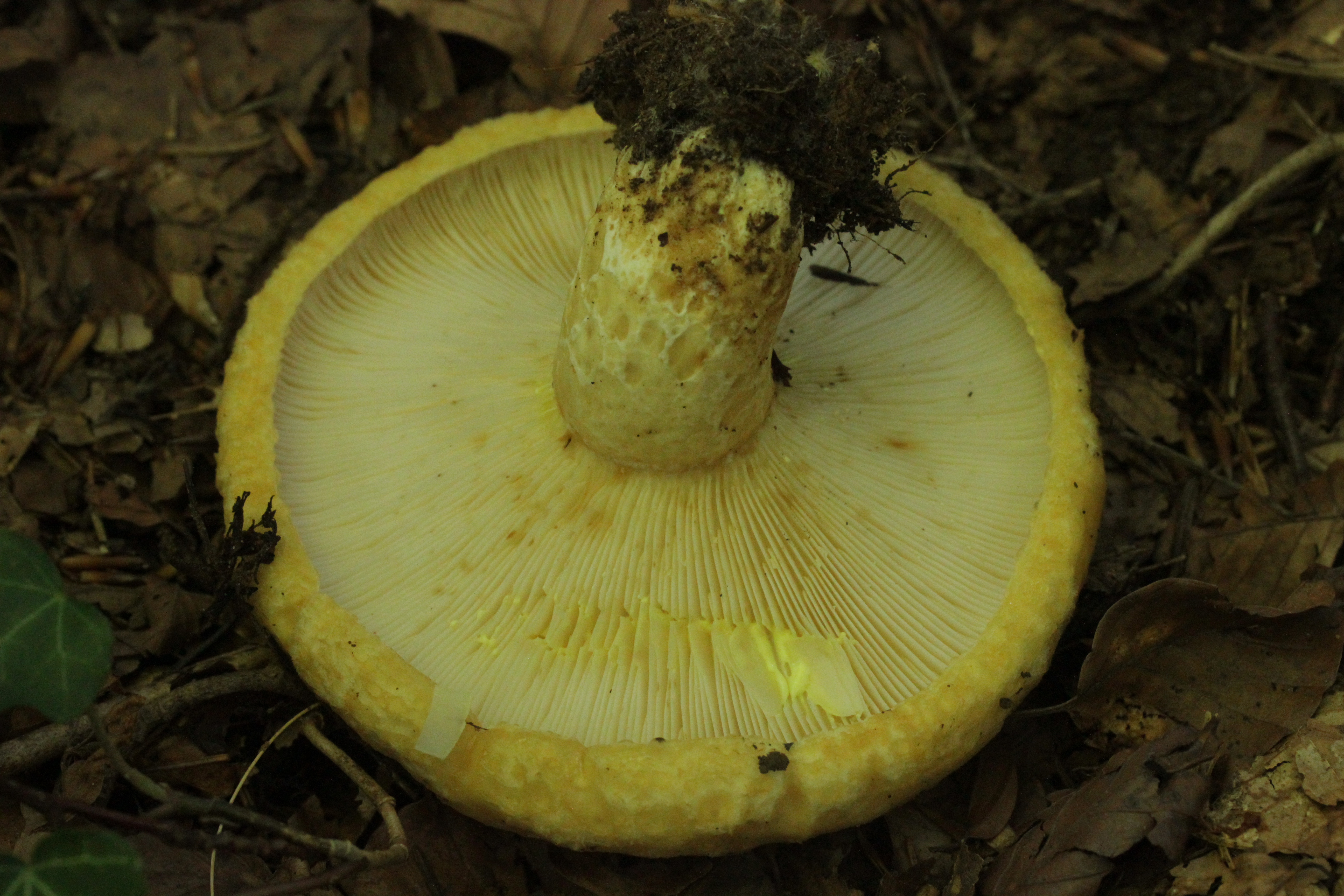
!Lactarius intermedius!
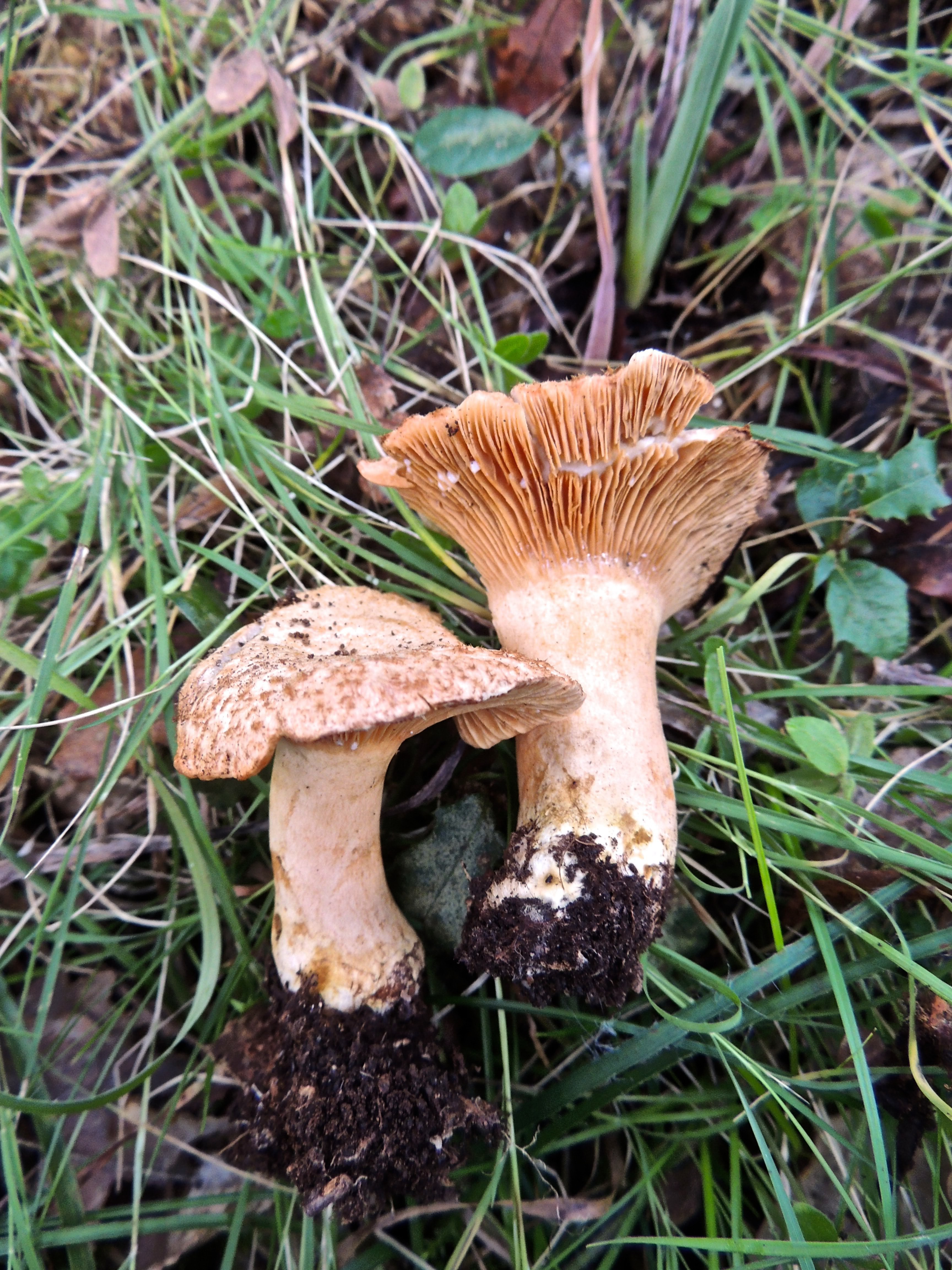
!!Lactarius mairei!!
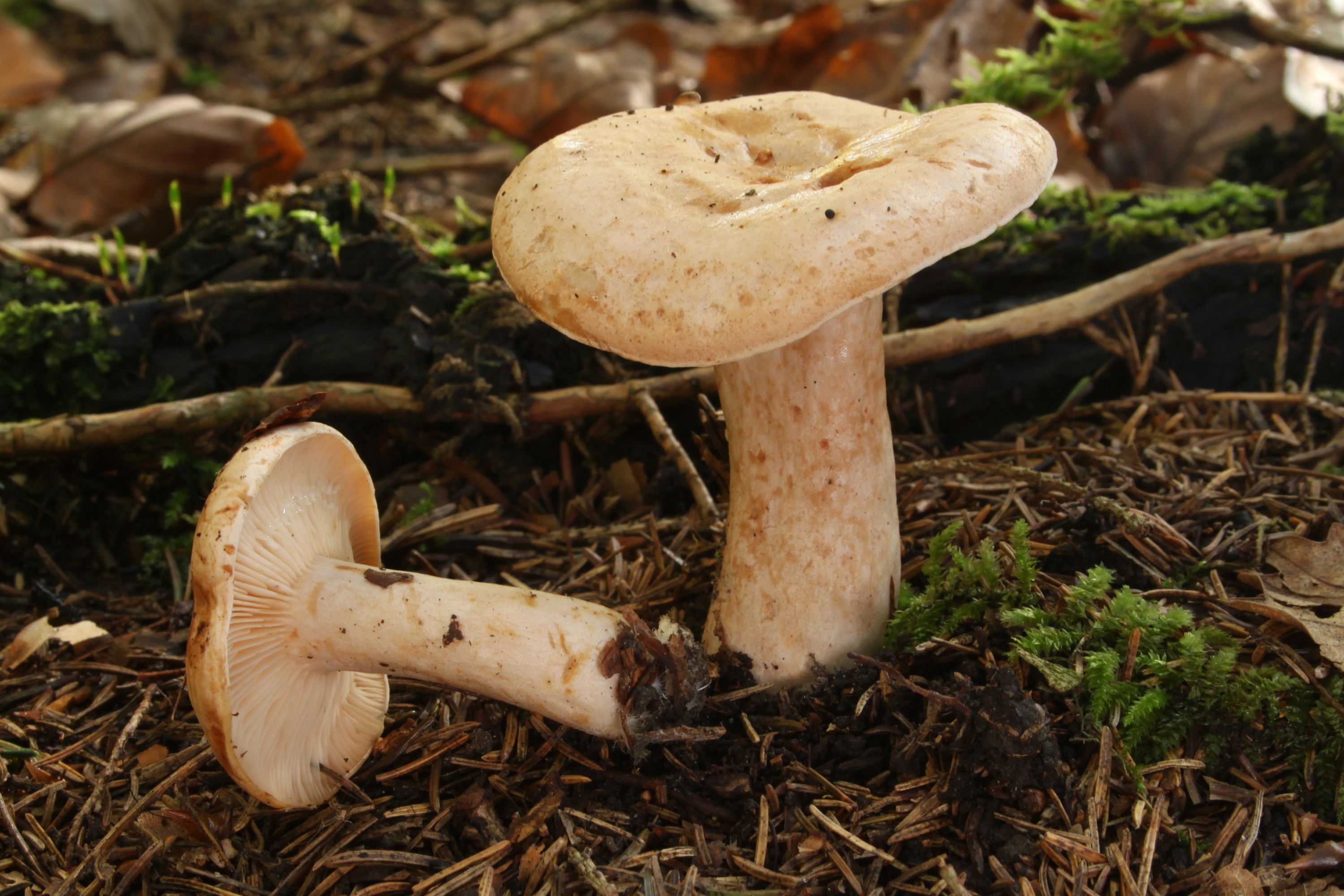
!Lactarius pallidus!
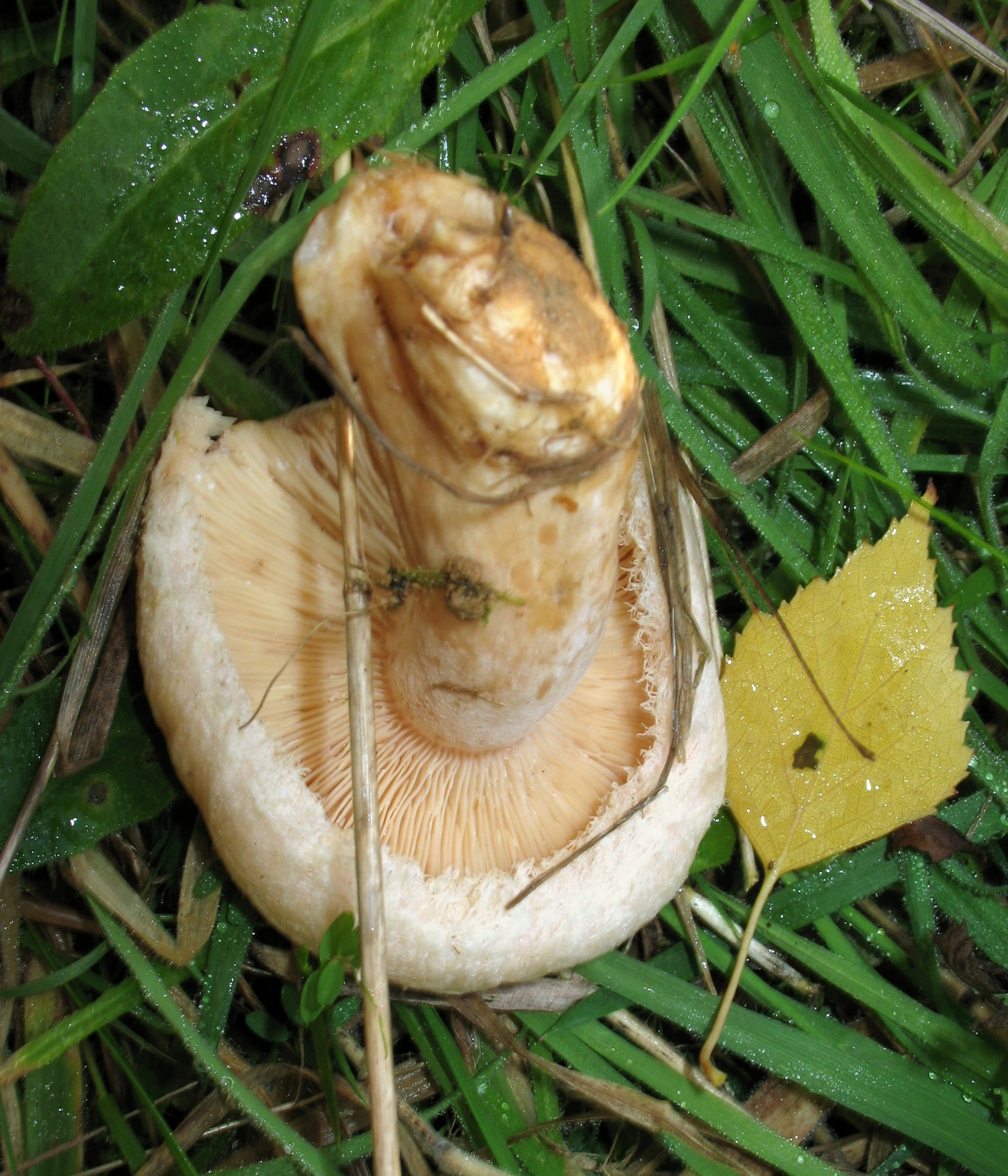
!!Lactarius pubescens!!

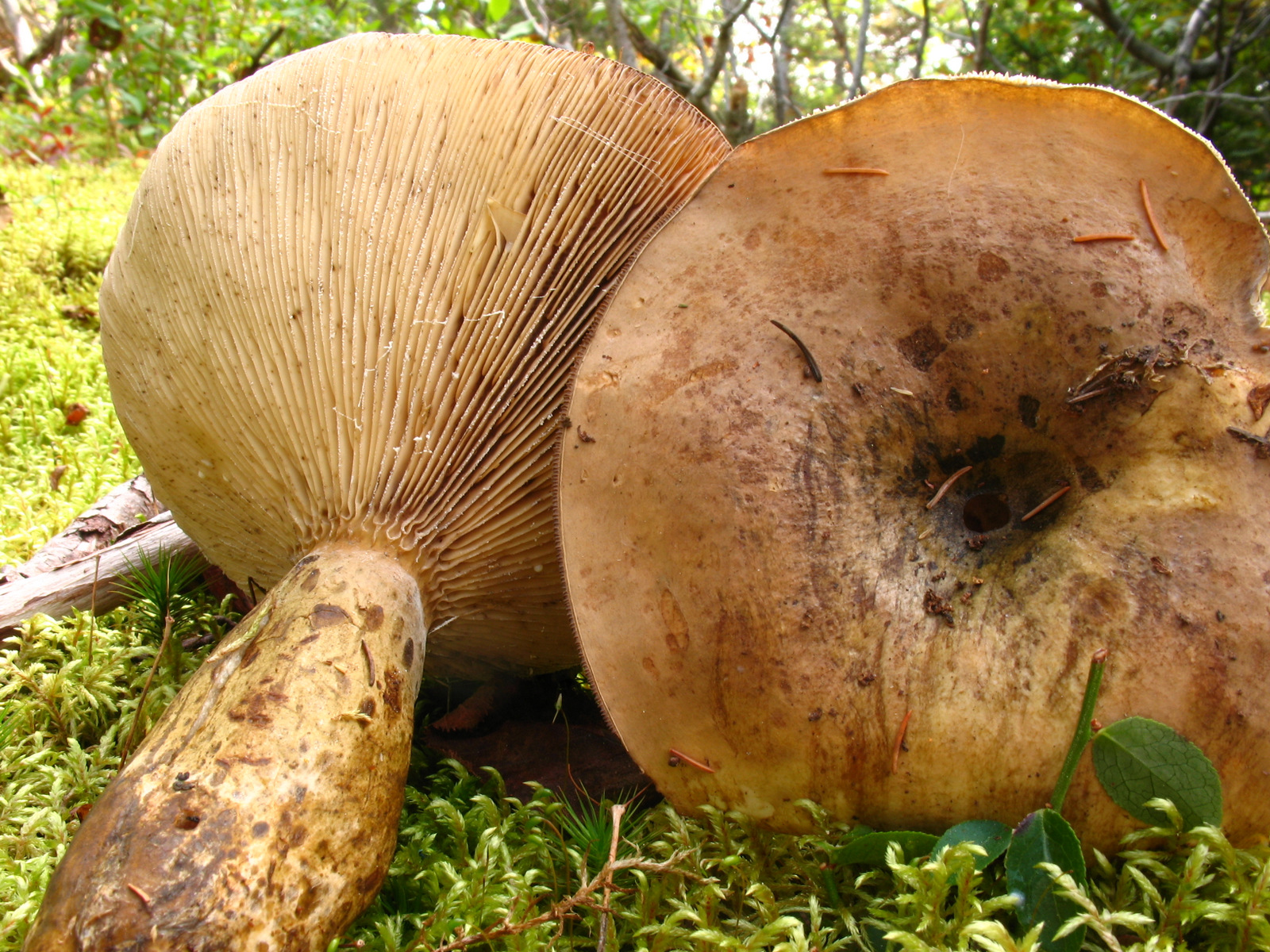
!Lactarius repraesentaneus!
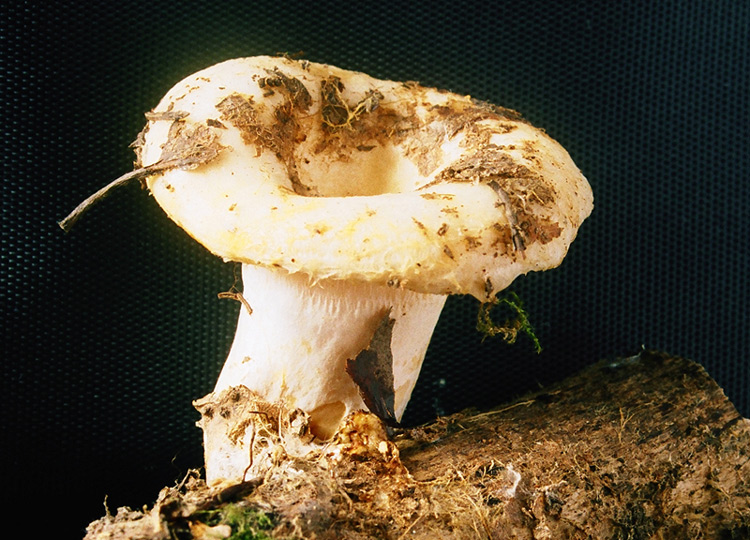
!Lactarius resimus!
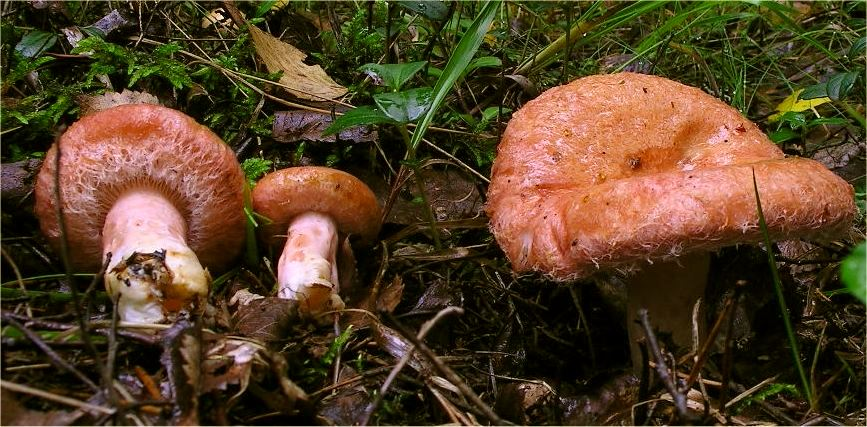
!!Lactarius torminosus!!
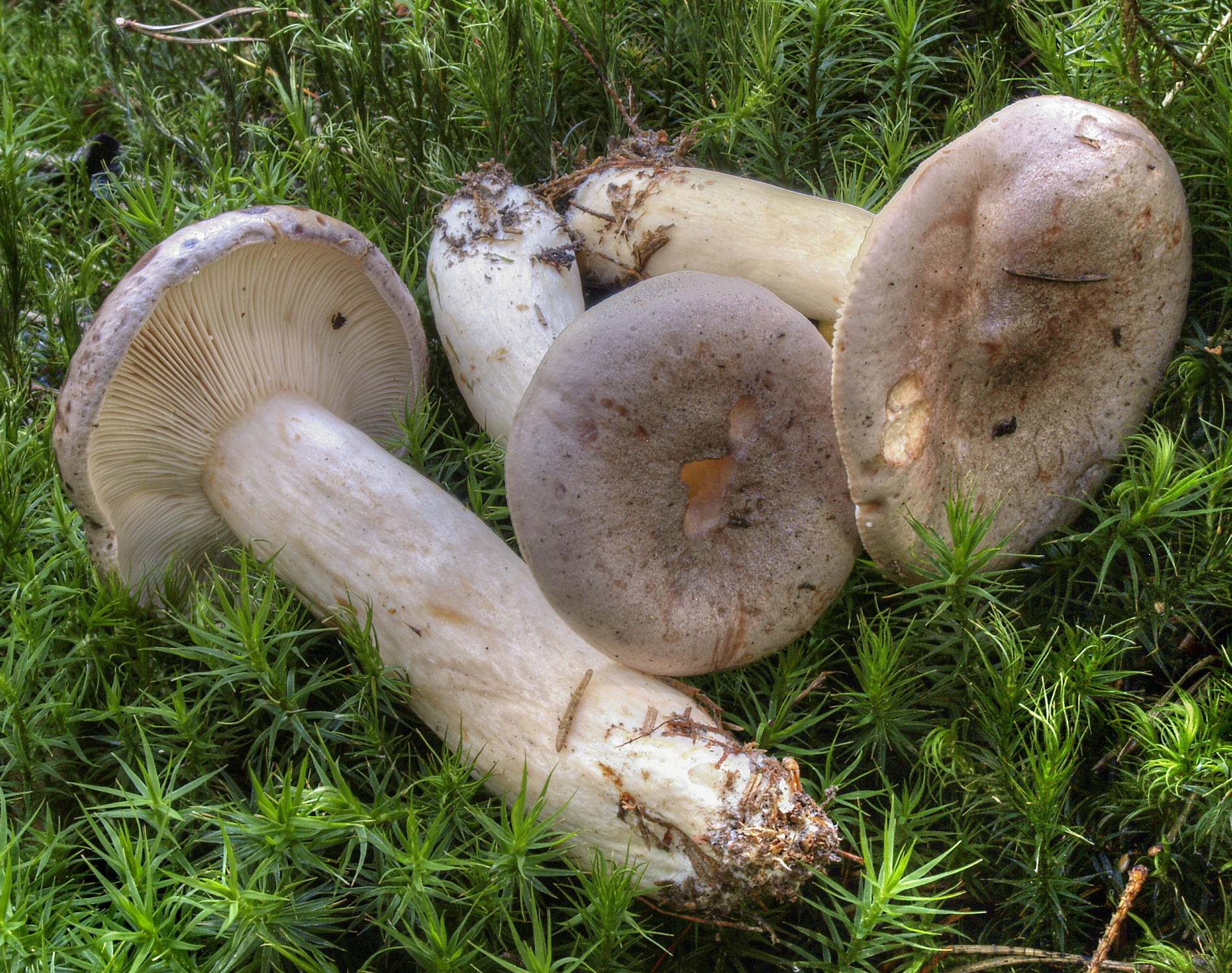
!Lactarius trivialis!
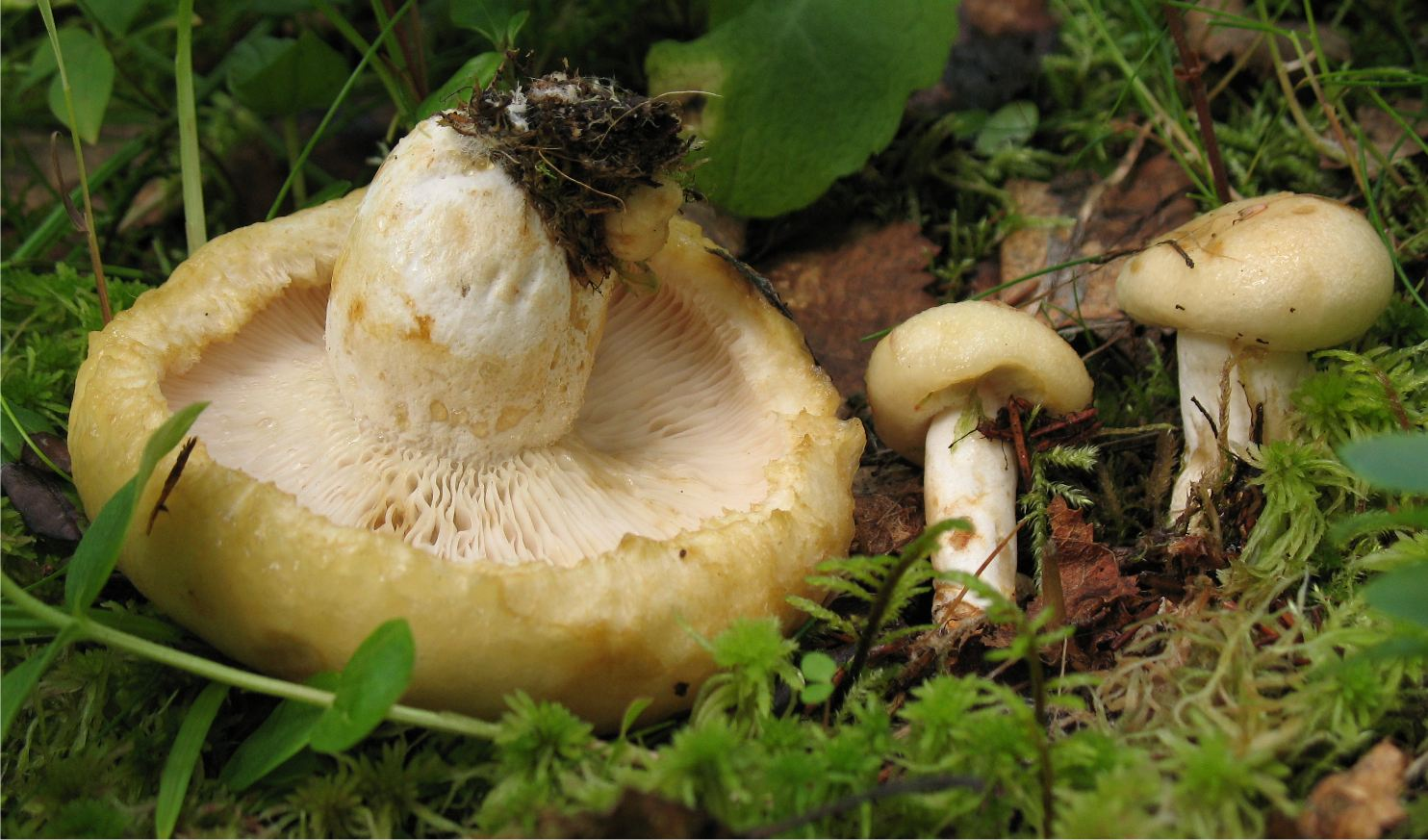
!Lactarius tuomikoskii!
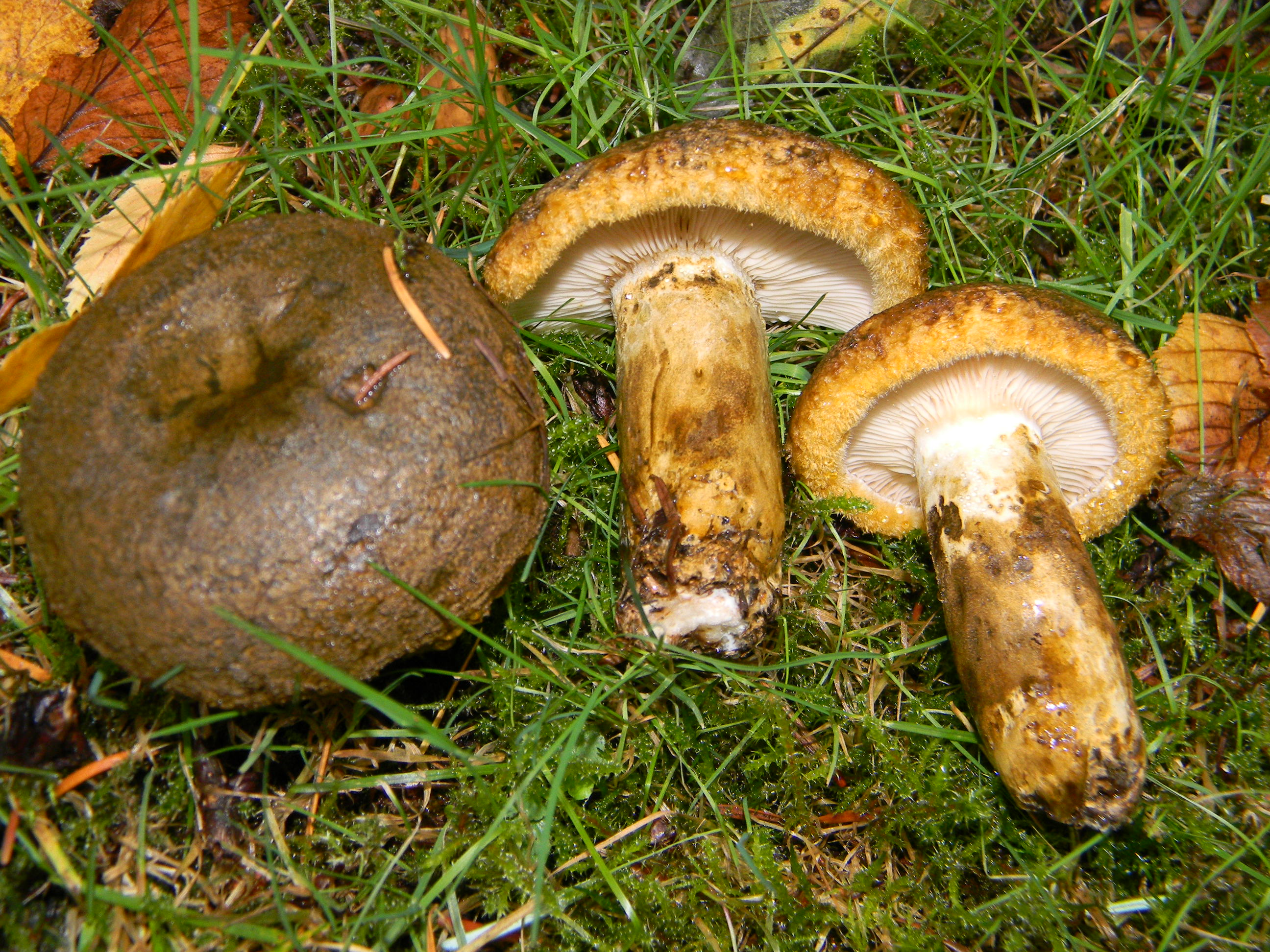
!!!Lactarius turpis!!!
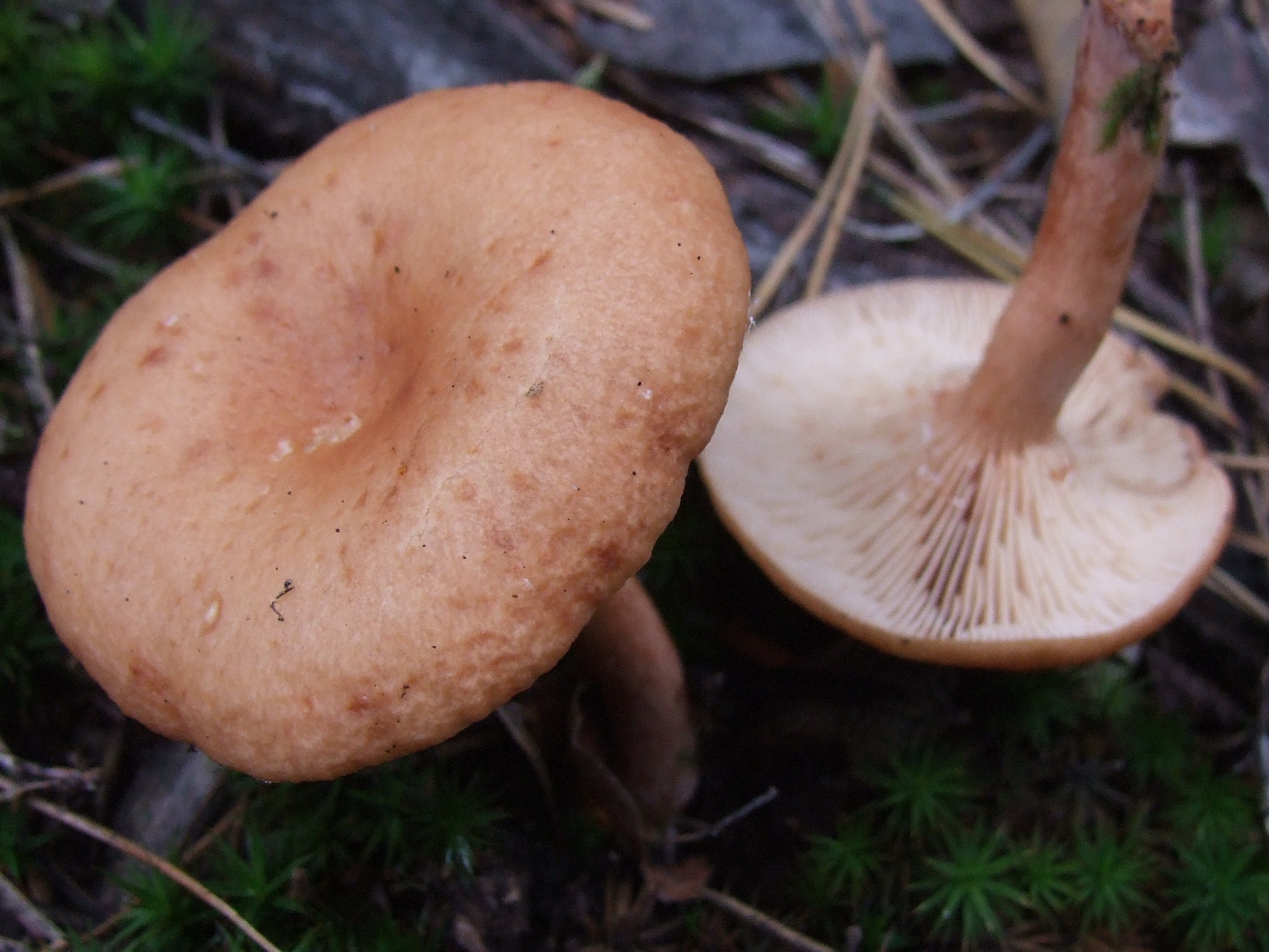
!Lactarius vietus!
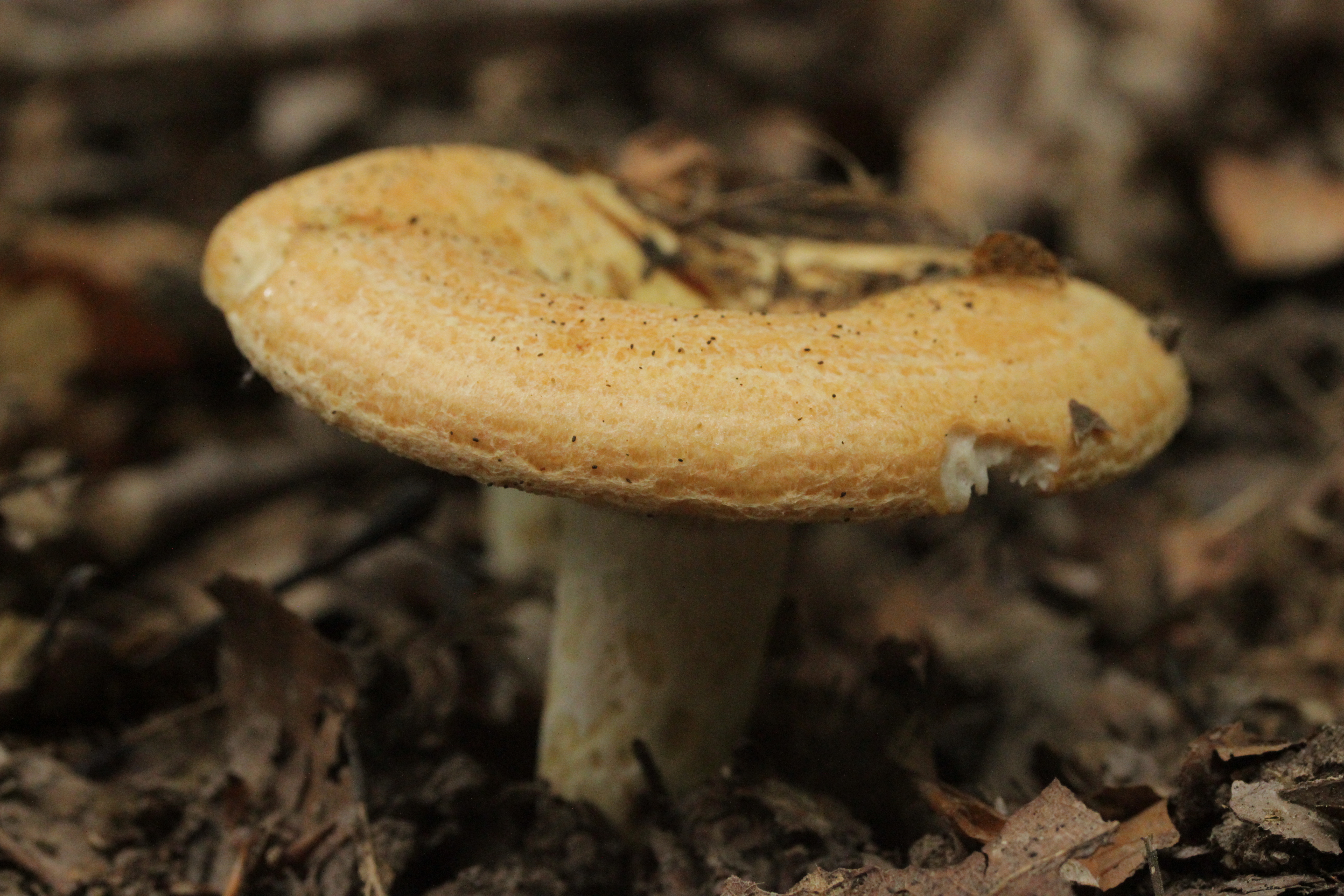
!Lactarius zonarius!

## Valorificare
Deși se spune, că această ciupercă otrăvitoare se ingerează în Europa de Est, un consum în cantități mai mari provoacă o intoxicație serioasă, numită sindromul resinoidian, din cauza toxinelor conținute, bazând pe compuși chimici instabili (între altele terpene) care produc iritații ale mucoasei aparatului digestiv. Efectul produs de ele este asemănător cu cel provocat de unele purgative puternice. Perioada de incubație este de 30 minute până la 4 ore. Simptomele pot fi grețuri, vărsături, dureri abdominale, diaree, asociate uneori cu stări de depresie psihică precum tulburări ale funcțiilor cardiace. Se produc uneori însemnate pierderi de apă și electroliți. Se tratează cu spălaturi gastrice urmate de purgativ salin (atunci când nu sunt prezente vărsături sau scaune diareice numeroase). În cazul în care pacientul și-a golit stomacul însă mai prezintă senzația de vomă cu spasme prezente, se poate administra un antivomitiv, antidiareic și antispastic. Înlocuirea pierderilor de apă și electroliți se face prin perfuzoare cu ser fiziologic sau ser glucozat de 5%.